# Arkady Fiedler
Arkady Adam Fiedler (n. 28 noiembrie 1894, Posen, Regatul Prusiei – d. 7 martie 1985, Puszczykowo, voievodatul Polonia Mare, Polonia) a fost un scriitor, reporter și explorator polonez. 

## Călătorii
- 1927 – Nordul Norvegiei
- 1928 – Sudul Braziliei
- 1933 – Amazonia și Peru
- 1935 – Canada
- 1937 – Madagascar
- 1939 – Tahiti
- 1940 – Franța, Marea Britanie
- 1942 – 1943 – USA, Trinidad, Guiana, Brazilia
- 1945 – Canada
- 1948 – Mexic
- 1952 – 1953 – URSS (Gruzia)
- 1956 – 1957 – Indochina (Nordul Vietnamului, Laos, Cambodgia)
- 1959 – 1960 – Africa Occidentală (Guineea, Ghana)
- 1961 – nord-vestul Canadei
- 1963 – 1964 – Brazilia, Guiana
- 1965 – 1966 – Madagascar
- 1967 – Brazilia
- 1968 – URSS (Siberia de est)
- 1969 – Nigeria
- 1970 – Peru
- 1971 – Africa de vest
- 1972 – Canada (Columbia Britanică, Alberta, Quebec)
- 1973 – America de Sud
- 1975 – Canada (Ontario, Quebec)
- 1976 – 1977 – Africa de vest
- 1978 – 1979 – Peru
- 1980 – Canada
- 1981 – Africa de vest

## Publicații
- 1926 Przez wiry i porohy Dniestru
- 1931 Bichos, moi brazylijscy przyjaciele
- 1932 Wśród Indian Koroadów
- 1935 Kanada pachnąca żywicą
- 1935 Ryby śpiewają w Ukajali
- 1936 Zwierzęta z lasu dziewiczego
- 1937 Zdobywamy Amazonkę
- 1939 Jutro na Madagaskar
- 1940 Dywizjon 303
- 1944 Dziękuję ci, kapitanie
- 1946 Żarliwa wyspa Beniowskiego
- 1946 Radosny ptak Drongo
- 1950 Rio de Oro (książka)|Rio de Oro
- 1952 Mały Bizon / Micul Bizon
- 1953 Gorąca wieś Ambinanitelo
- 1954 Wyspa Robinsona / Insula Robinson
- 1957 Orinoko / Orinoco
- 1957 Wyspa kochających lemurów
- 1960 Dzikie banany / Bananele sălbatice
- 1962 Nowa przygoda: Gwinea / O nouă aventură: Guineea
- 1965 I znowu kusząca Kanada
- 1968 Spotkałem szczęśliwych Indian
- 1969 Madagaskar, okrutny czarodziej
- 1971 Piękna, straszna Amazonia
- 1973 Mój ojciec i dęby - autobiografia zawierająca wspomnienia z okresu dzieciństwa
- 1976 Wiek męski - zwycięski
- 1980 Biały Jaguar / Jaguarul alb
- 1983 Motyle mego życia
- 1985 Zwierzęta mego życia / Animalele vieții mele
- 1989 Kobiety mej młodości / Femeile tinereții mele

### În colaborare cu Mark Fiedler
- 1982 Indiański Napoleon Gór Skalistych
- 1984 Ród Indian Algonkinów